# St Ishmaels
Pour le village du Carmarthenshire, voir St Ishmael.
Saint Ishmael's (Llanisan-yn-Rhos en gallois) est une communauté du pays de Galles située dans le comté du Pembrokeshire. 490 personnes y vivaient en 2001.

## Géographie
Herbrandston se situe dans le comté du Pembrokeshire, à l'embouchure de la rivière Towy, non loin de la ville de Milford Haven.
La communauté englobe plusieurs hameaux, situés de part et d'autre de l'agglomération principale de Saint Ishmael's : Ferryside, Llansaint, Broadlay et Broadway.

## Histoire
Une église est construite sur place dès le VIe siècle. Elle est dédiée à saint Ismaël (en), évêque du pays de Galles. 

## Culture et patrimoine
Le village de Saint Ishmael's est communément appelé Tish, diminutif de Saint Ishmael's.